# Gliese 581 g
Gliese 581 g var tidligere en formodet planet i kredsløb om stjernen Gliese 581, der befinder sig 20,5 lysår fra Jorden i stjernebilledet Vægten.
Der er tidligere proklameret at stjernesystemet Gliese 581 havde planeterne Gliese 581 d, Gliese 581 f og Gliese 581 g, men en nærmere undersøgelse viste at de ikke fandtes.
Indikationer på at planten eksisterede blev fundet via Keck-observatoriet på Hawaii efter 10 års observation  .
Opdagelsen af den formodede planet blev annonceret september 2010. Ved opdagelsen var forskere af den opfattelse, at det var den indtil da mest jordlignende planet der til dette tidspunkt var fundet. Siden er i december 2011 opdaget exoplaneten Kepler-22b, der (hvis Kepler22-b er en klippeplanet) anses at have flere ligheder med Jorden.
Schweiziske forskere har dog slået tvivl om eksistensen af Gliese 581 g, og planeten er endnu ikke endeligt bekræftet i Extrasolar Planets Encyclopaedia.